# Руда-Сольська
Руда-Сольська (пол. Ruda Solska) — село в Польщі, у гміні Білгорай Білґорайського повіту Люблінського воєводства. Населення — 324 особи (2011).

## Історія
За даними етнографічної експедиції 1869—1870 років під керівництвом Павла Чубинського, у селі переважно проживали римо-католики, меншою мірою — греко-католики, які розмовляли українською мовою.
У 1975—1998 роках село належало до Замойського воєводства.

## Демографія
Демографічна структура станом на 31 березня 2011 року:
|          | Загалом | Допрацездатний вік | Працездатний вік | Постпрацездатний вік |
| -------- | ------- | ------------------ | ---------------- | -------------------- |
| Чоловіки | 153     | 39                 | 105              | 9                    |
| Жінки    | 171     | 51                 | 90               | 30                   |
| Разом    | 324     | 90                 | 195              | 39                   |